# Überacker (Rain)
Überacker ist ein Gemeindeteil der Stadt Rain  im Landkreis Donau-Ries (Regierungsbezirk Schwaben, Bayern).

## Geographie
Das Dorf Überacker liegt fünf Kilometer südöstlich von Rain. Durch den Ort verläuft die Staatsstraße 2027 von Ehekirchen nach Rain.

## Geschichte
Überacker wird erstmals im Urbar der Marschälle von Pappenheim 1214 urkundlich erwähnt. Besiedlungsspuren in der Flur reichen jedoch in die vorchristliche Zeit zurück. Bei der Güterkonskription 1752 wurden in dem unmittelbar dem Landgericht Rain unterstehenden Dorf 15 Anwesen registriert, die unterschiedlichen Grundherren gehörten.
Durch das erste Gemeindeedikt von 1808 wurde der Ort dem Steuerbezirk Staudheim zugeordnet, dem außerdem noch Mittelstetten angehörte. Durch das zweite Gemeindeedikt wurden 1818 aus dem Steuerdistrikt die zwei Kommunen Staudheim und Mittelstetten geschaffen. Überacker kam jedoch zu Gempfing, offenbar weil es bereits zum dortigen Pfarr- und Kirchenbezirk gehörte. Überdies war die Entfernung dorthin deutlich kürzer. Die Gemeinde Gempfing mit Überacker schloss sich am 1. Juli 1972 im Zuge der Gebietsreform in Bayern freiwillig der Stadt Rain an.

## Baudenkmäler

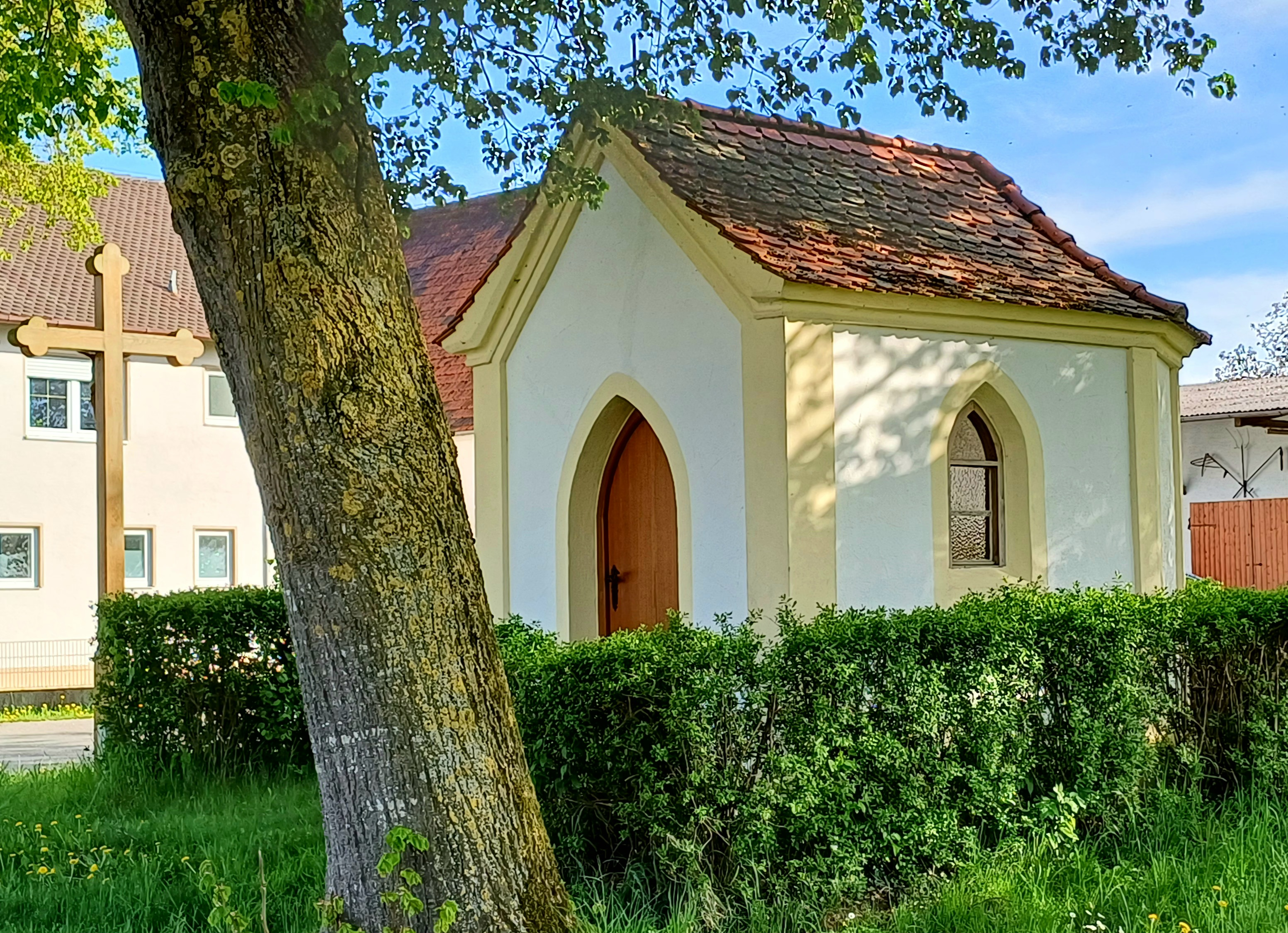
Marienkapelle

In die amtliche Denkmalliste ist die Wegkapelle, ein Satteldachbau mit dreiseitigem Schluss und Lisenengliederung in neugotischen Formen, eingetragen. Aufgrund eines Gelübdes der Krailbauers-Eheleuten Karl und Maria Anna Hofgärtner von Überacker hatte die Witwe nach dem Tod ihres Mannes das in eine Grünanlage eingebettete kleine Gotteshaus errichtet. Laut dem Gedenkstein im Innenraum wurde die Kapelle am 2. Juli 1870 geweiht.